# Boarmia nyctopora
Boarmia nyctopora är en fjärilsart som beskrevs av Turner 1917. Boarmia nyctopora ingår i släktet Boarmia och familjen mätare. Inga underarter finns listade i Catalogue of Life.